# Pieve di Santo Stefano (Lamporecchio)

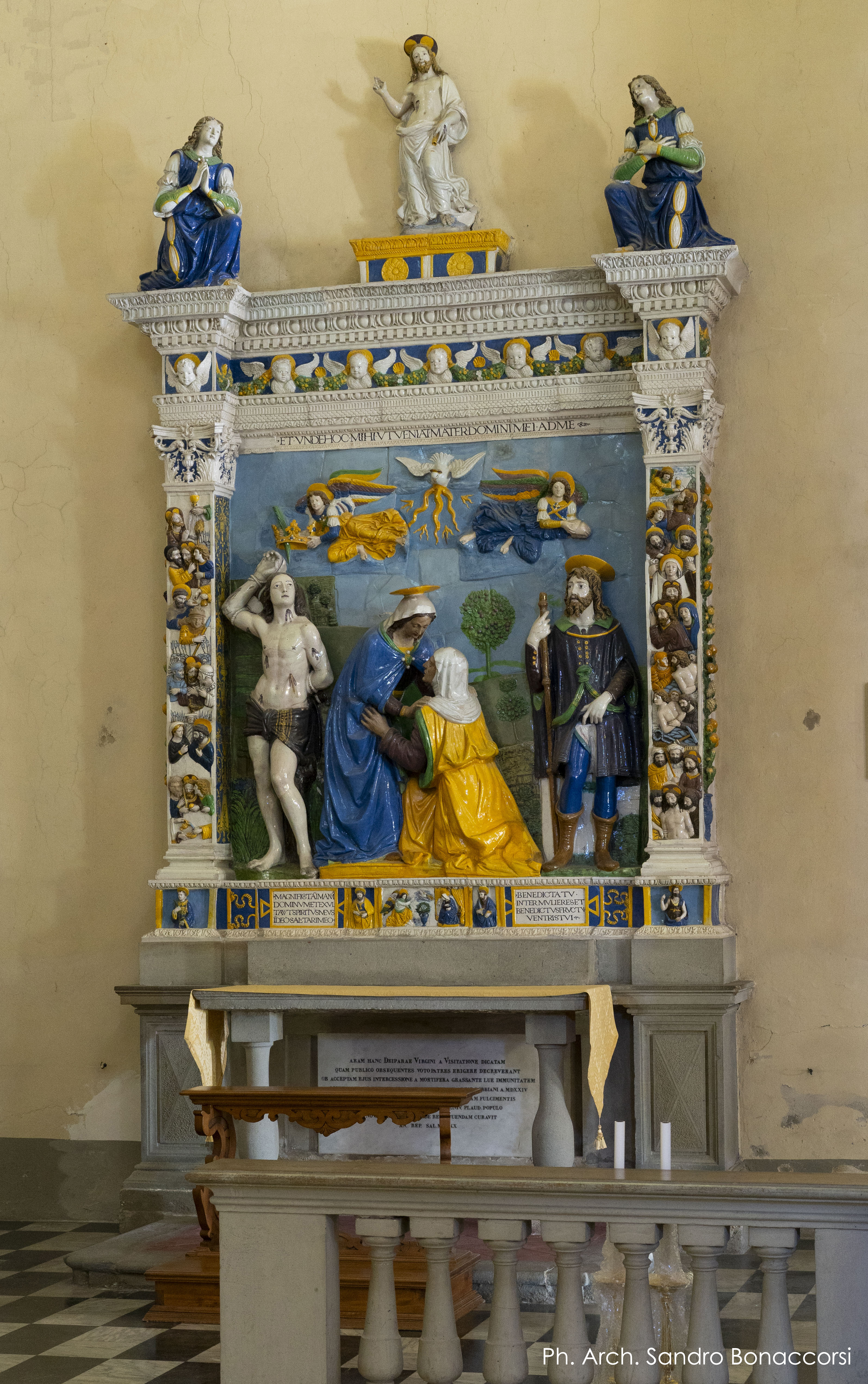
Pala d'altare della Visitazione

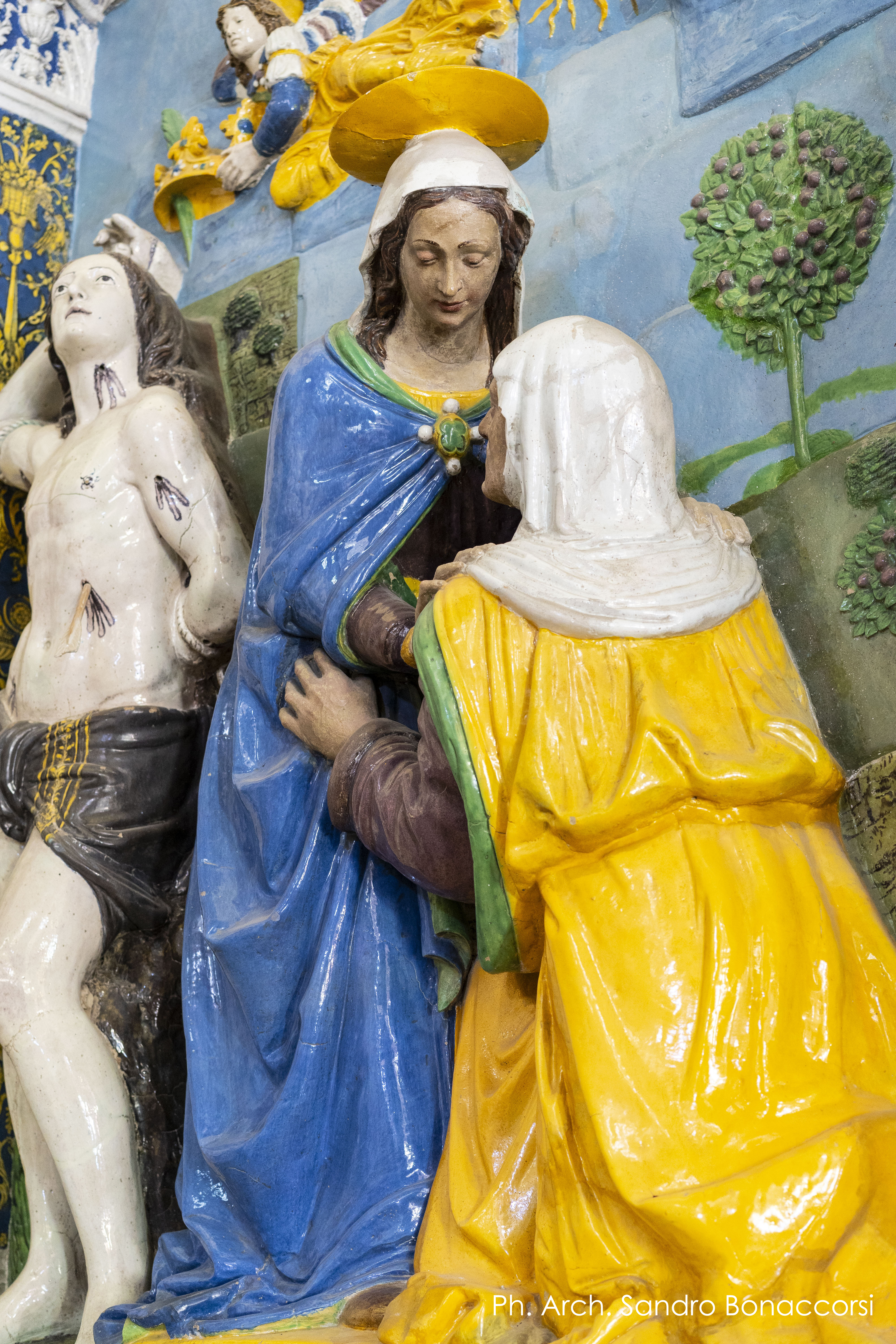
Particolare della Madonna con S.Elisabetta

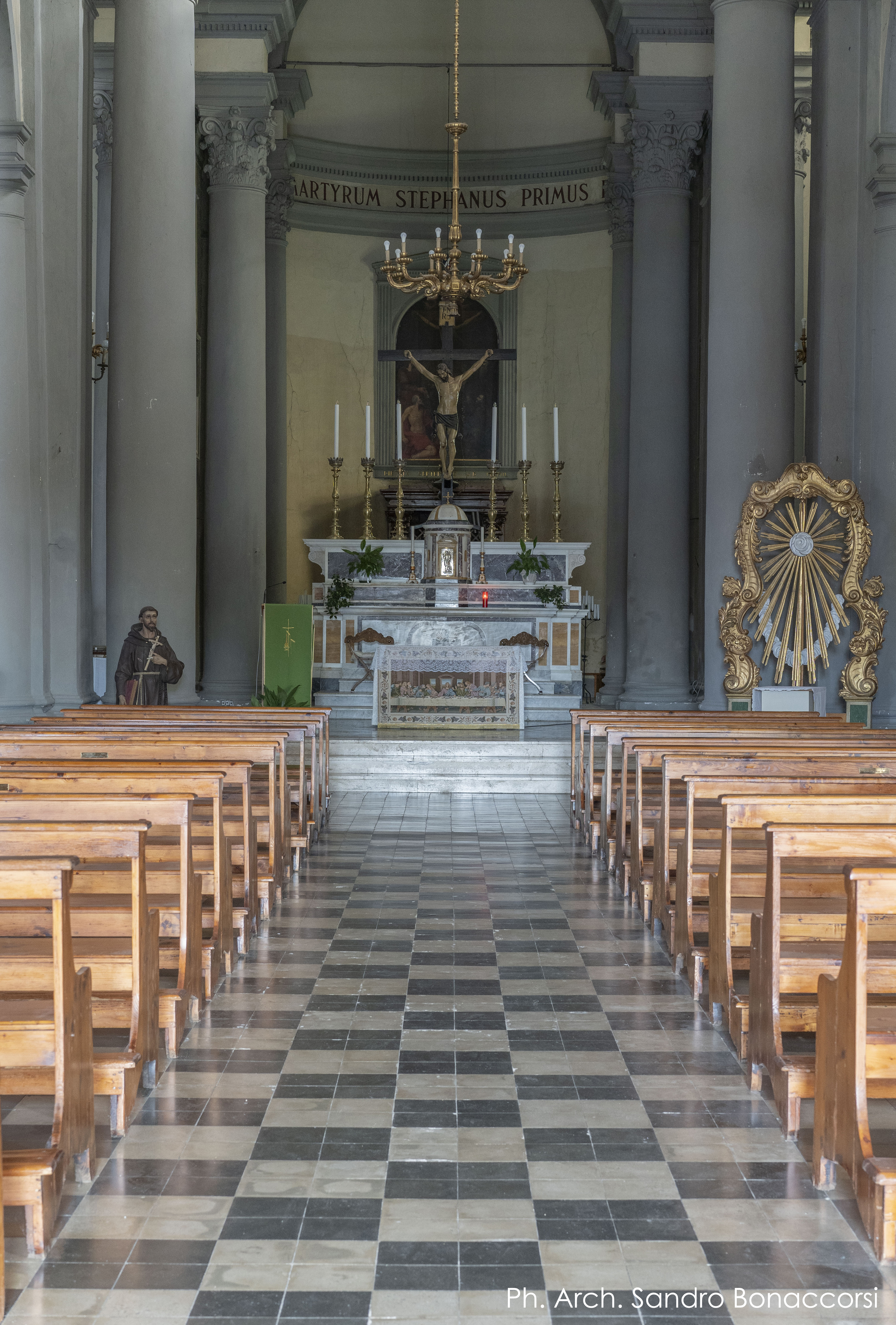
Veduta dell'interno

La pieve di Santo Stefano si trova a Lamporecchio in provincia di Pistoia.

## Storia e descrizione
Di origine medievale, l'antica chiesa precedente all'attuale, secondo quanto riportato nell'inventario del  21 gennaio 1794 redatto dal parroco di quel tempo, il Pievano Luca Antonio Tani, aveva due sole navate in quanto la navata di destra nel corso del 1600 era stata chiusa per ricavarne un vano da adibire ad oratorio della Compagnia del "Corpus Domini". L'antico edificio religioso aveva lungo la propria facciata un porticato sorretto da colonne (le basi di due di queste colonne si trovano attualmente all'interno della canonica). 
L'edificio religioso fu ricostruito in forme rinascimentali tra il 1900 e il 1921 e fu elevata alla dignità di propositura con Decreto del Vescovo Debernardi del 3 Aprile 1937. La facciata fu aggiunta poco più tardi e risale al 1942.  
L'attuale chiesa presenta una facciata monumentale sulla quale spiccano il portale e l'occhio centrale in pietra serena scolpita con fiori e ghirlande. Accanto è la torre campanaria, pertinente alla chiesa precedente. L'interno è diviso in tre navate, con transetto e cupola. La navata destra è ancora quella del Trecento ed ospita la cappella barocca contenente il fonte battesimale, decorata con stucchi di gusto rococò e restaurata nel 1941 per volontà dell'allora Parroco Sabatino Ferrali.  
Al secondo altare della navata destra è un Crocifisso ligneo del XVII secolo mentre nella stessa navata si trova un bassorilievo di terracotta invetriata policroma raffigurante la Visitazione tra San Sebastiano e San Rocco, commissionato a Giovanni della Robbia dal popolo di Lamporecchio ed eseguito tra il 1524 ed il 1525 dopo una terribile pestilenza. Il composito altare robbiano, una delle opere più complesse della produzione dell'artista, presenta al centro la scena della Visitazione, sovrastato dalla colomba dello Spirito Santo mentre sui due Santi scendono due figure angeliche recanti la corona e la palma del martirio a San Sebastiano ed il pane a San Rocco. In basso, nei vari scomparti della predella, si susseguono Santo Stefano, San Pietro, la scena dell'Annunciazione, San Paolo e San Giovanni Battista. Vi sono inoltre inseriti, in due scomparti dal fondo bianco, versi del Magnificat e passi del Vangelo di Luca relativi alla Visitazione. I due pilastri del dossale, che presentano sulla loro parte esterna ghirlande di fiori con ornamentazioni varie, sono affollati di figure che rappresentano alcuni momenti della Passione di Cristo. Sopra la trabeazione percorsa da un fregio con cherubini sono collocate la statua del Cristo Risorto benedicente tra due Angeli adoranti.  
In fondo al coro è una tavola con il Cristo crocifisso con San Jacopo, San Girolamo, San Francesco e Sant’Antonio Abate di Andrea del Minga, databile al 1572 circa, notevole per l'inserto di paesaggio fiammingheggiante, quasi una firma del pittore.